# 新南部M60转轮手枪
新南部M60转轮手枪由美蓓亚公司研制（原为新中央工业研制，后新中央工业并入美蓓亚集團），是一款以史密斯威森M36左轮手枪为原型研制的警用转轮手枪。该枪最初是作为日本警察和皇宫护卫官的佩枪而研制，但后来该枪也成为麻药取缔官和海上保安官的配枪。
虽然新南部M60转轮手枪的替代型号已逐步服役，但该枪现今仍是日本国内执法力量的主力配枪。

## 衍生型
新南部M60樱花转轮手枪是新南部M60转轮手枪的运动型版本，其使用了更长的加重型枪管、可调节的照门和可调节的比赛级握把。该枪虽考虑过进行量产，但其从未真正通过原型阶段。

## 使用國
- 日本－日本警察厅、麻药取缔官、海上保安厅海上保安官、皇宫护卫官

## 流行文化
在大多数有日本警察出现的小说、漫画、电影，乃至电视剧都会有该枪的出现。到1980年代，该枪已成为日本电视剧里的常见小道具。

### 动漫
- 《数码兽驯兽师》（デジモンテイマーズ）：在某一集中，松田启人和自己的数码兽基尔兽走失了。于是，松田启人在惊恐中想象着基尔兽被警察用新南部M60转轮手枪击中[3]
- 《鸦 -KARAS-》（鴉 -KARAS-）：警察吴鸣海、鹭坂实的配枪[4]
- 《火灾调查官》（火災調査官ナナセ）：被警视庁火灾专案捜查官绪方周作所使用
- 《名侦探柯南》（名探偵コナン）：警視廳所有員警的佩槍，以及警察學校的訓練手槍
- 《东京ESP》（東京ESP）：新南部M60转轮手枪在该动漫中被作为东京警察的备用枪械。另外，在东京少女的战斗（Tokyo girls war）一话中，东美奈实雇佣的一名ESP能力者也使用了一把警方查获的新南部M60转轮手枪[5]
- 《奇幻自衛隊》 (ゲート 自衛隊 彼の地にて、斯く戦えり) :在動畫第一集裡有出現警察將騎乘飛龍的帝國軍射下的畫面。
- 《文豪野犬》：於第一季第五集首次出現，為當地市警所配置的手槍，亦為杉本巡警射殺山際巡警時所用的凶器。
- 《烏龍派出所》 （こちら葛飾区亀有公園前派出所）：葛飾署所有警員的配槍，主角兩津勘吉有一把自己改造的專屬配槍